# جغرافيا المجر
المجر هي دولة غير ساحلية تقع في شرق ووسط أوروبا وتبلغ مساحتها 93030 كيلومترًا مربعًا. تبلغ مساحتها نحو 250 كم من الشمال إلى الجنوب و524 كم من الشرق إلى الغرب. لديها 2106 كم من الحدود، مشتركة مع النمسا من الغرب، وصربيا وكرواتيا وسلوفينيا من الجنوب والجنوب الغربي، ورومانيا من الجنوب الشرقي، وأوكرانيا من الشمال الشرقي، وسلوفاكيا من الشمال. أُنشئت حدود المجر الحديثة لأول مرة بعد هزيمتها في الحرب العالمية الأولى، بموجب شروط معاهدة تريانون سنة 1920، فقدت أكثر من 71٪ من مساحة ما كانت عليه مملكة المجر، و 58.5٪ من سكانها، و32٪ من المجريين. عدلت حدود البلاد بين عامي 1938 و1941، حيث في سنة 1938 أعادت منحة فيينا الأولى أراض لتشيكوسلوفاكيا، وفي سنة 1939 احتل المجر أوكرانيا الكارباتية. سنة 1940، أعادت منحة فيينا الثانية ترانسيلفانيا الشمالية إلى رومانيا، وفي النهاية احتل المجر منطقتي باكسكا وموراكوز في أثناء غزو يوغوسلافيا. ومع ذلك، فقدت هنغاريا هذه الأراضي مرة أخرى في الحرب العالمية الثانية. بعد الحرب العالمية الثانية، استعيدت حدود تريانون بمراجعة صغيرة لصالح تشيكوسلوفاكيا.
يبلغ ارتفاع معظم البلاد أقل من 200 متر. مع أن المجر بها العديد من سلاسل الجبال المرتفعة إلى حد ما، فإن تلك التي يصل ارتفاعها إلى 300 متر أو أكثر تغطي أقل من 2٪ من البلاد. أعلى نقطة في البلاد هي جبل كيكيس (1,014 م) في جبال ماترا شمال شرق بودابست. أدنى بقعة هي 77.6 متر فوق مستوى سطح البحر، وتقع في جنوب المجر، بالقرب من سزجد.
الأنهار الرئيسية في البلاد هي نهر الدانوب وتيسا. نهر الدانوب صالح للملاحة داخل المجر لمسافة 418 كيلومترًا. نهر تيسا صالح للملاحة لمسافة 444 كم في البلاد. تشمل الأنهار الأقل أهمية نهر درافا على طول الحدود الكرواتية، ونهر رابا، ونهر سزاموس، وسيو، وإيبولي على طول الحدود السلوفاكية. لدى المجر ثلاث بحيرات رئيسية. أكبرها بحيرة بالاتون، يبلغ طولها 78 كم وعرضها 3-14 كم، وتبلغ مساحتها 600 كيلومتر مربع. وهي أكبر بحيرة للمياه العذبة في أوروبا الوسطى ومنطقة ترفيهية مهمة. توفر مياهها الضحلة سباحة صيفية جيدة، وفي الشتاء يوفر سطحها المتجمد فرصًا ممتازة لممارسة الرياضات الشتوية. المسطحات المائية الأصغر هي بحيرة فيلينس -26 كيلومترًا مربعًا- في مقاطعة فيجر وبحيرة فيرتو -نويزيدلر سي، نحو 82 كيلومترًا مربعًا داخل المجر- وبحيرة تيسا الاصطناعية.
يوجد في المثلاجر ث مناطق جغرافية رئيسية، مقسمة إلى سبع مناطق أصغر: منطقة ألفولد الكبرى الواقعة شرق نهر الدانوب. الترانسدانوبيا، وهي منطقة جبلية تقع غرب نهر الدانوب وتمتد حتى سفوح جبال الألب النمساوية، والجبال المجرية الشمالية، وهي بلدات جبلية مرتفعة وراء الحدود الشمالية لسهل هنغاريا العظيم.
أفضل مورد طبيعي في البلاد هو الأرض الخصبة، رغم اختلاف جودة التربة كثيرًا. نحو 70٪ من إجمالي أراضي البلاد صالحة للزراعة، 72٪ من هذا الجزء أرض صالحة للزراعة. تفتقر المجر إلى مصادر محلية واسعة النطاق للطاقة والمواد الخام اللازمة للتنمية الصناعية.